# Рои (Псковская область)
Рои — деревня в Дедовичском районе Псковской области России. Входит в состав Дубишенской волости Дедовичского района.
Расположена в центре района, в 3 км к северо-западу от районного центра Дедовичи.

## Население
Численность населения деревни на 2000 год составляла 34 человека.